# 納拉河

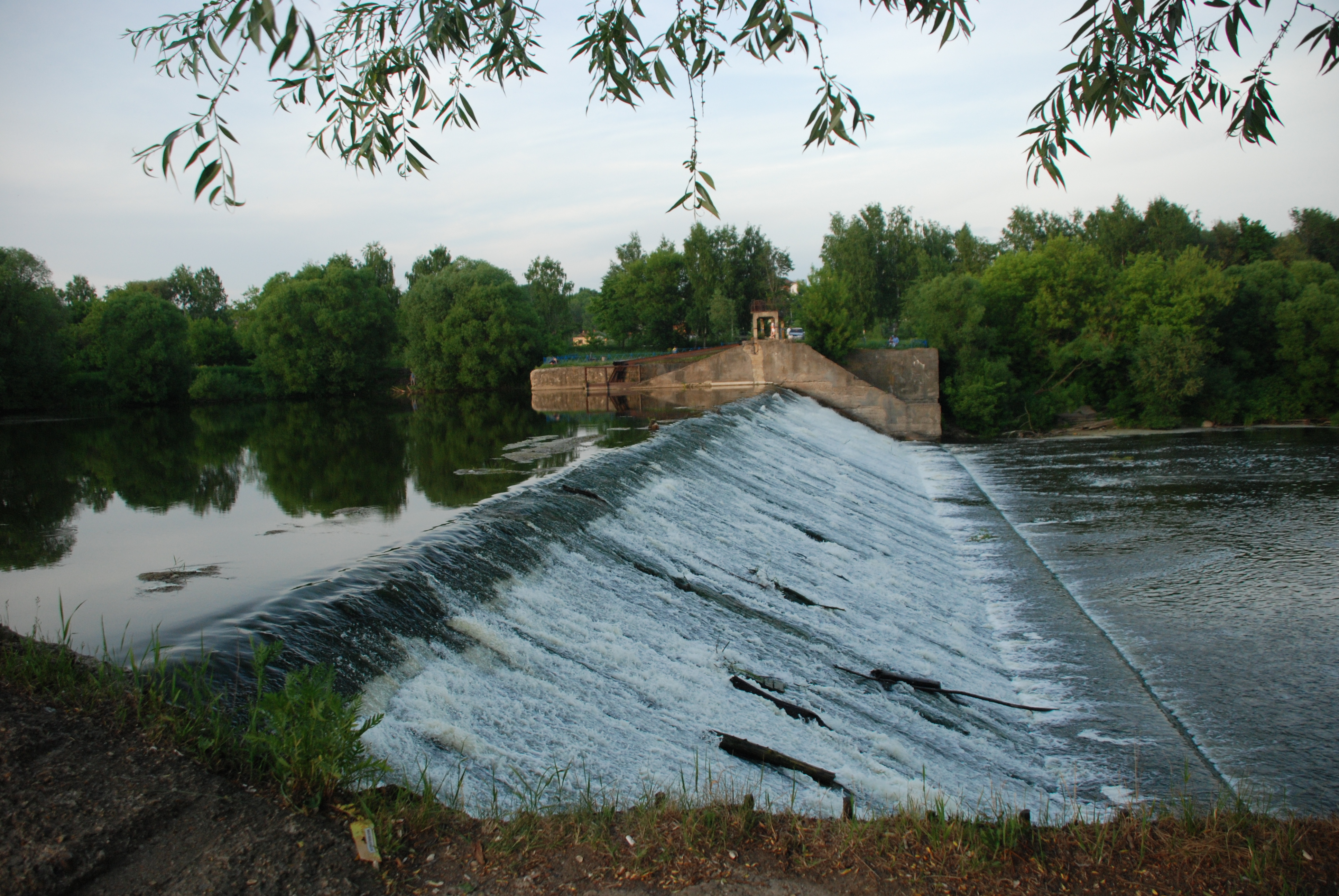
納拉河上的水壩

納拉河是俄羅斯的河流，位於莫斯科州和卡盧加州，屬於奧卡河的左支流，河道全長158公里，流域面積2,030平方公里，河流在11月至4月結冰河畔城鎮有納羅-福明斯克和謝爾普霍夫。
54°53′N 37°25′E / 54.883°N 37.417°E